# Nové Dvory (Lomnice nad Popelkou)
Nové Dvory jsou malá osada, dnes část města Lomnice nad Popelkou v okrese Semily. Nacházejí se asi 1,5 km na sever od Lomnice nad Popelkou.
Nové Dvory leží v katastrálním území Lomnice nad Popelkou o výměře 10,32 km².

## Historie
První písemná zmínka o vesnici pochází z roku 1790.
Původní název vsi zněl Xaverovice. Byly založeny v roce 1780 hrabětem Františkem Xaverem z Morzinu na pozemcích poplužního dvora. Osada s jedenácti nově postavenými chalupami až do roku 1960 příslušela ke Stružinci. Xaverovice jsou rodištěm univerzitních profesorů Vítězslava Chlumského (1867–1943), zakladatele první ortopedické kliniky v Bratislavě, a Josefa Chlumského (1871–1939), který stál u zrodu české fonetiky.

## Fotogalerie

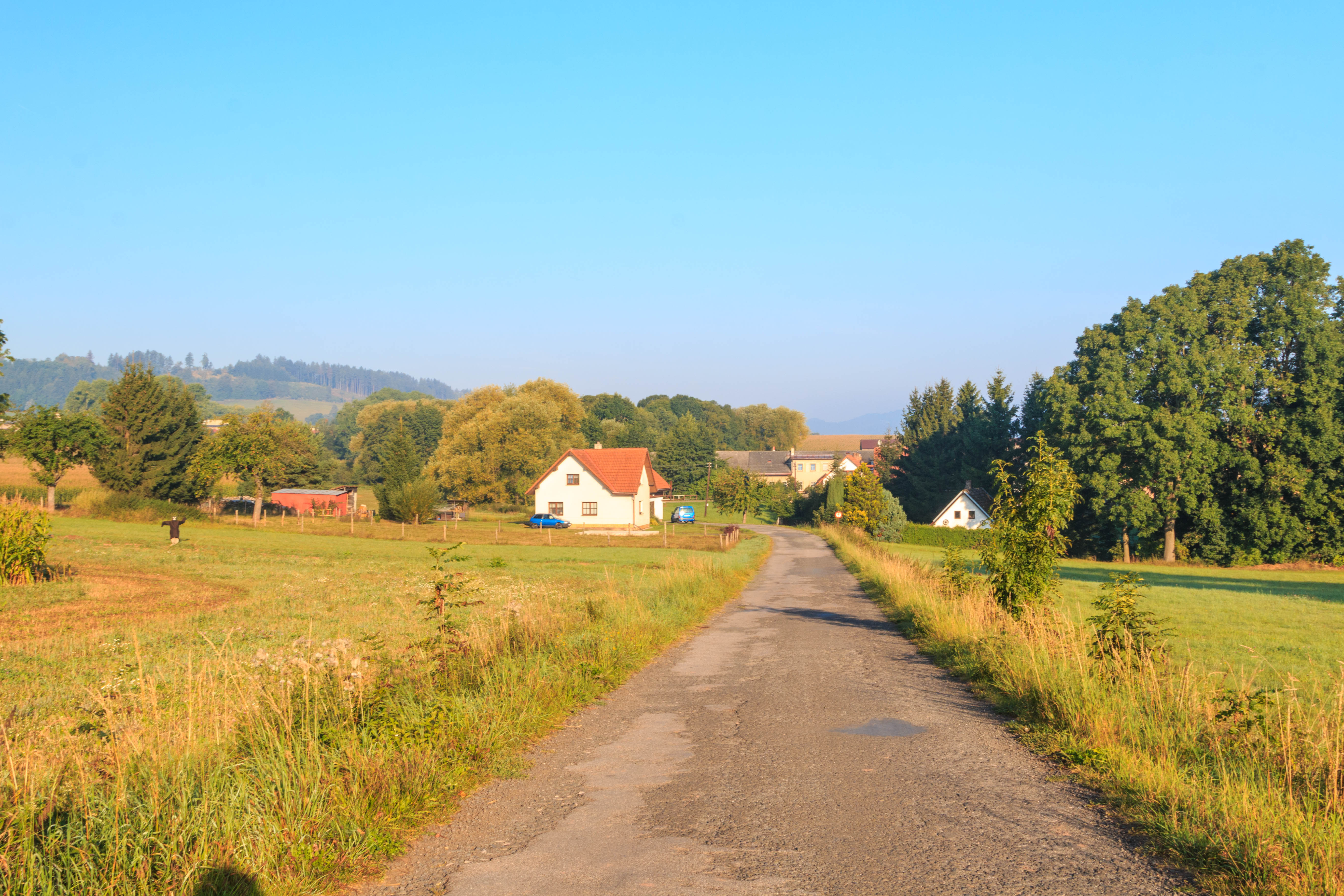
Nové Dvory
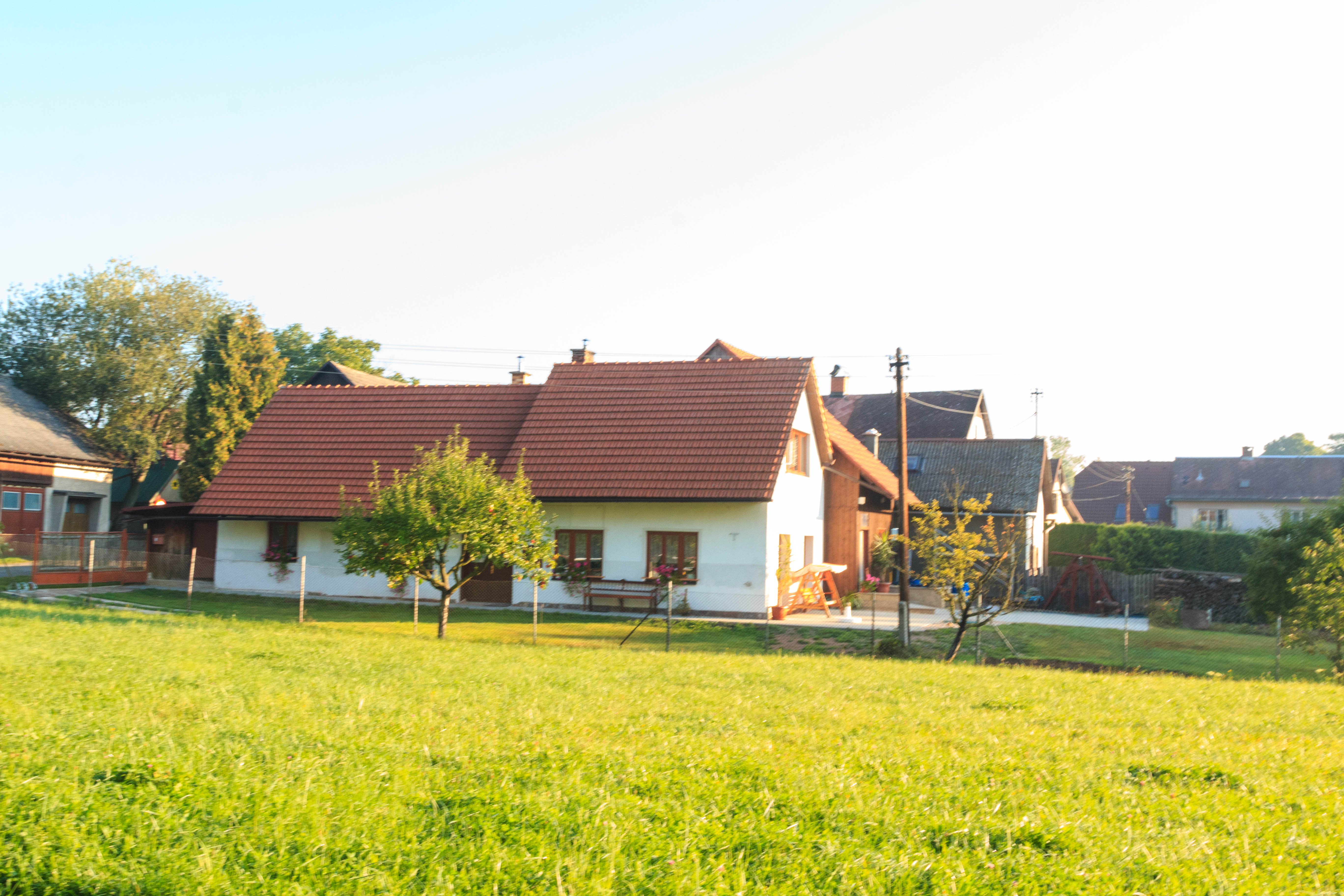
Dům čp. 4
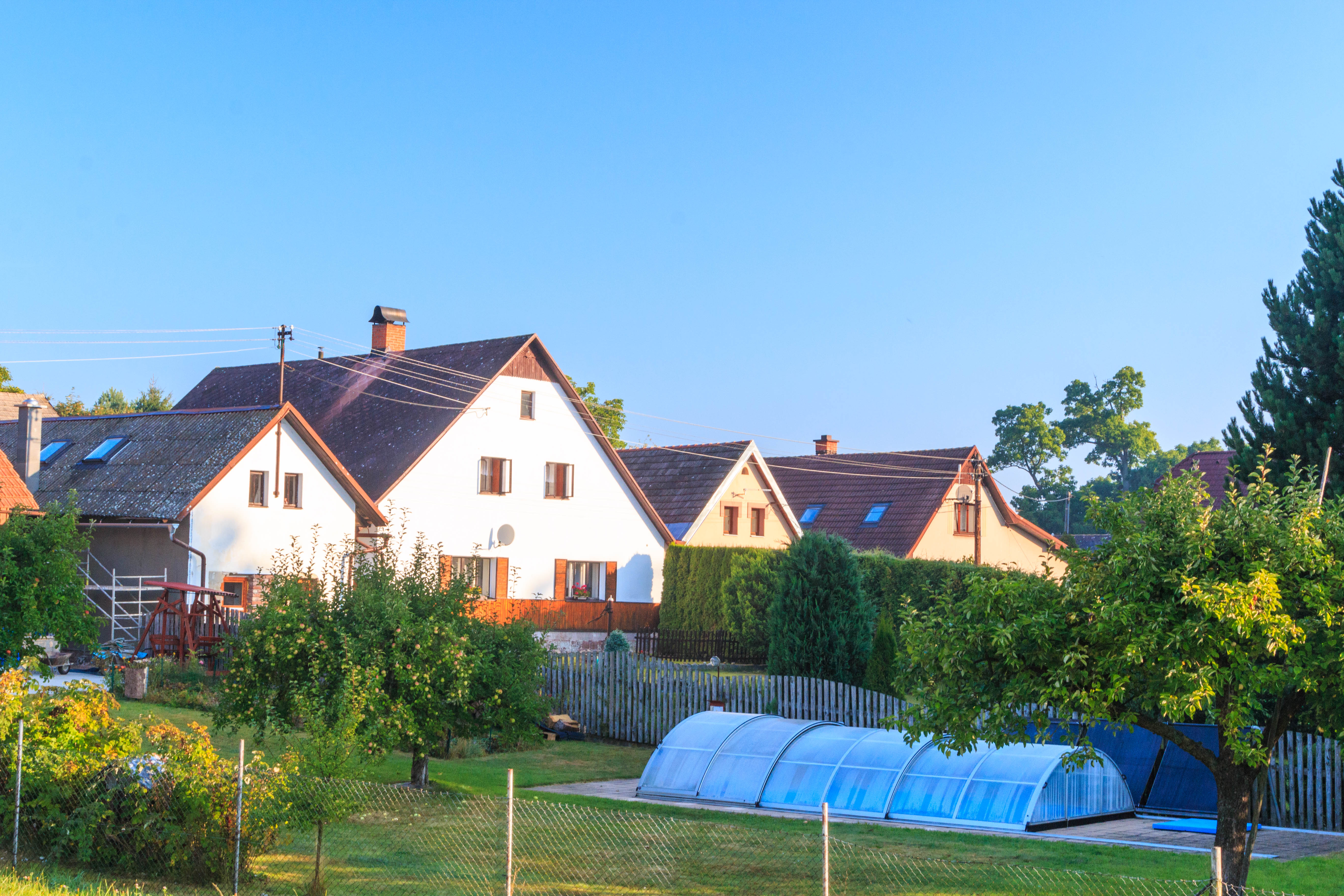
Dům čp. 2
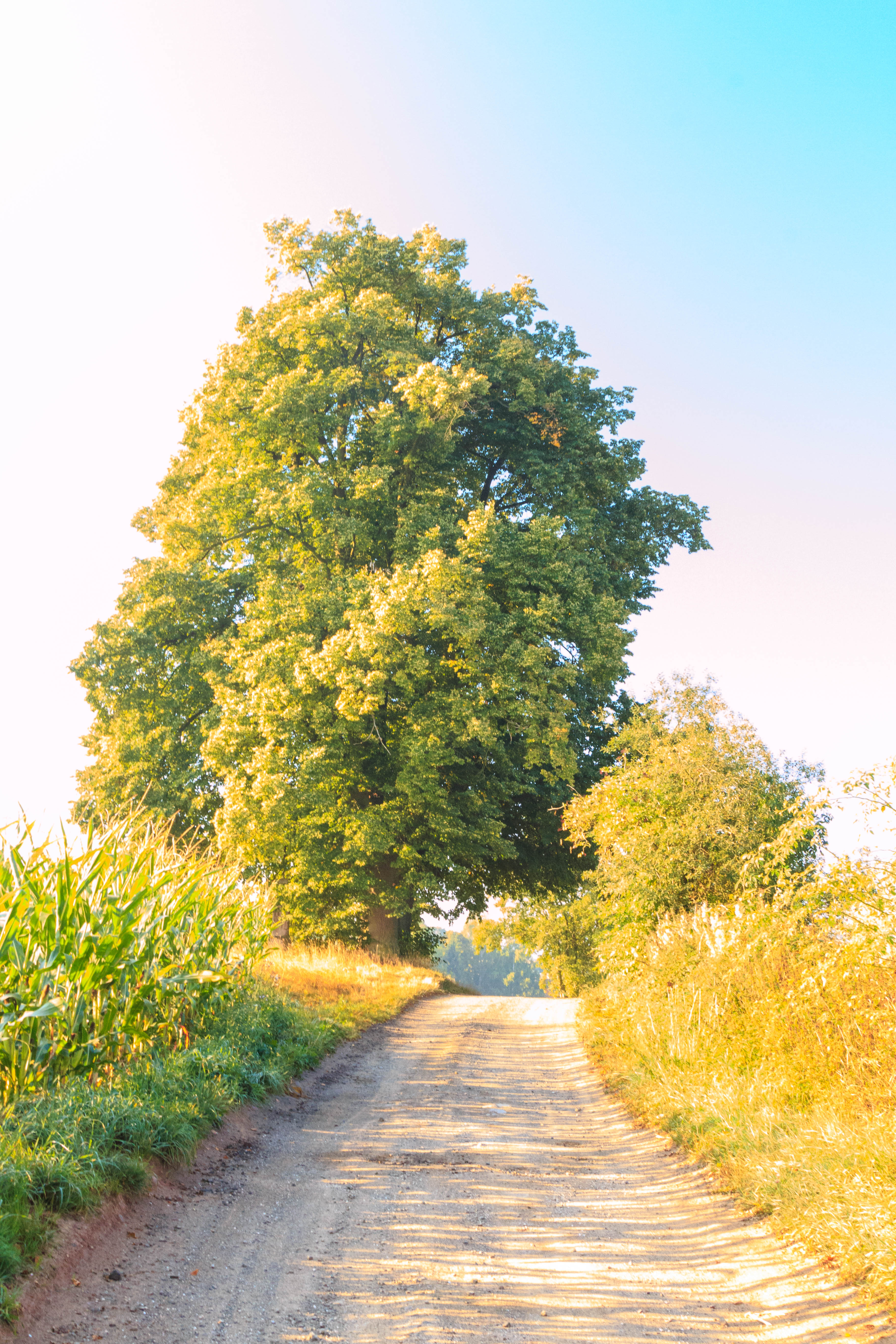
Památná lípa u Nových Dvorů